# Ulrich von Liechtenstein

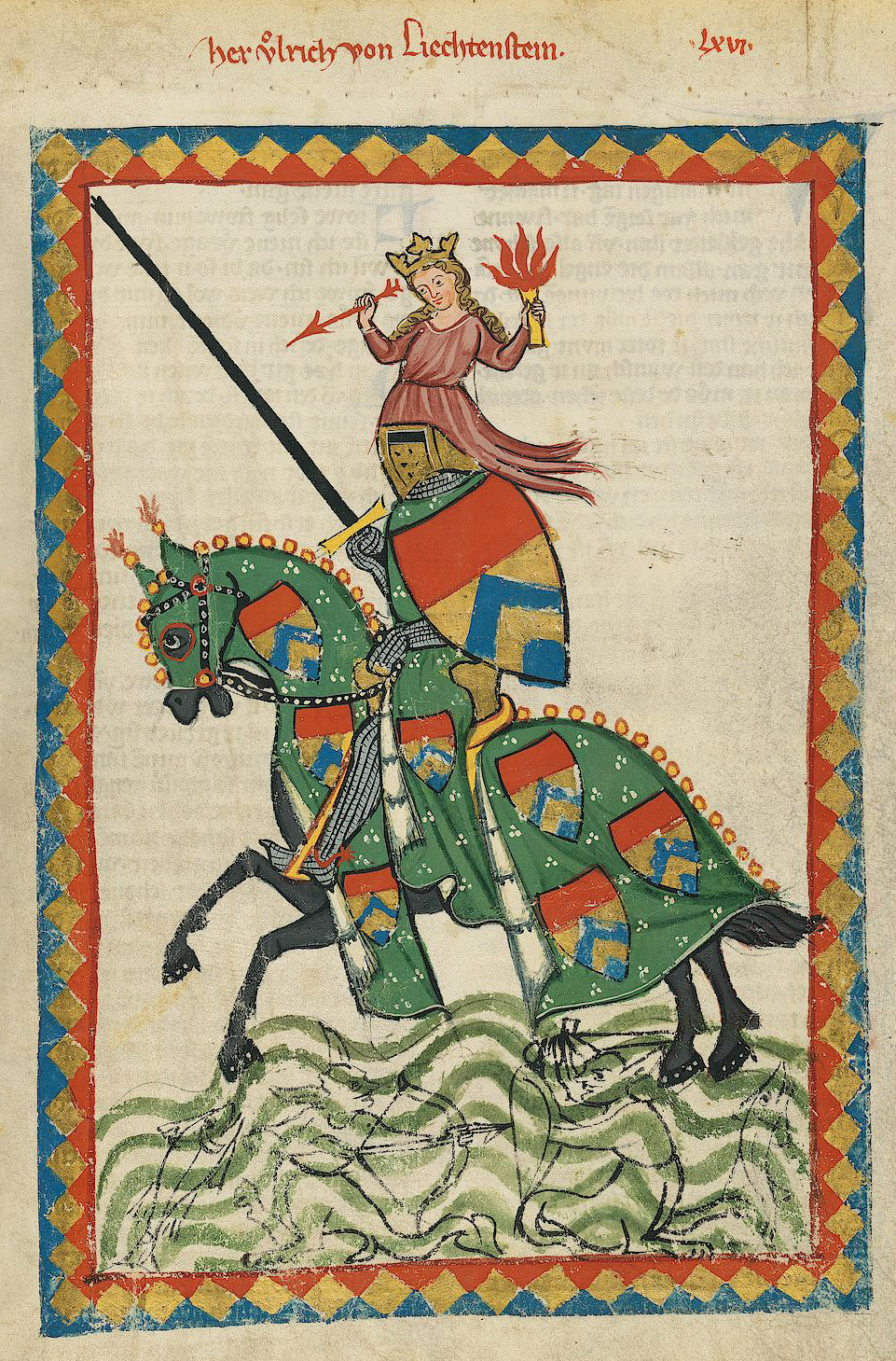
Abbildung im Codex Manesse. Ulrich ist als zimiergeschmückter Turnierritter dargestellt, „verkleidet“ als Dame Venus (mit Amorpfeil und Fackel). In dieser Form unternahm er laut seiner Lebensbeschreibung 1227 eine große literarische Turnierfahrt.

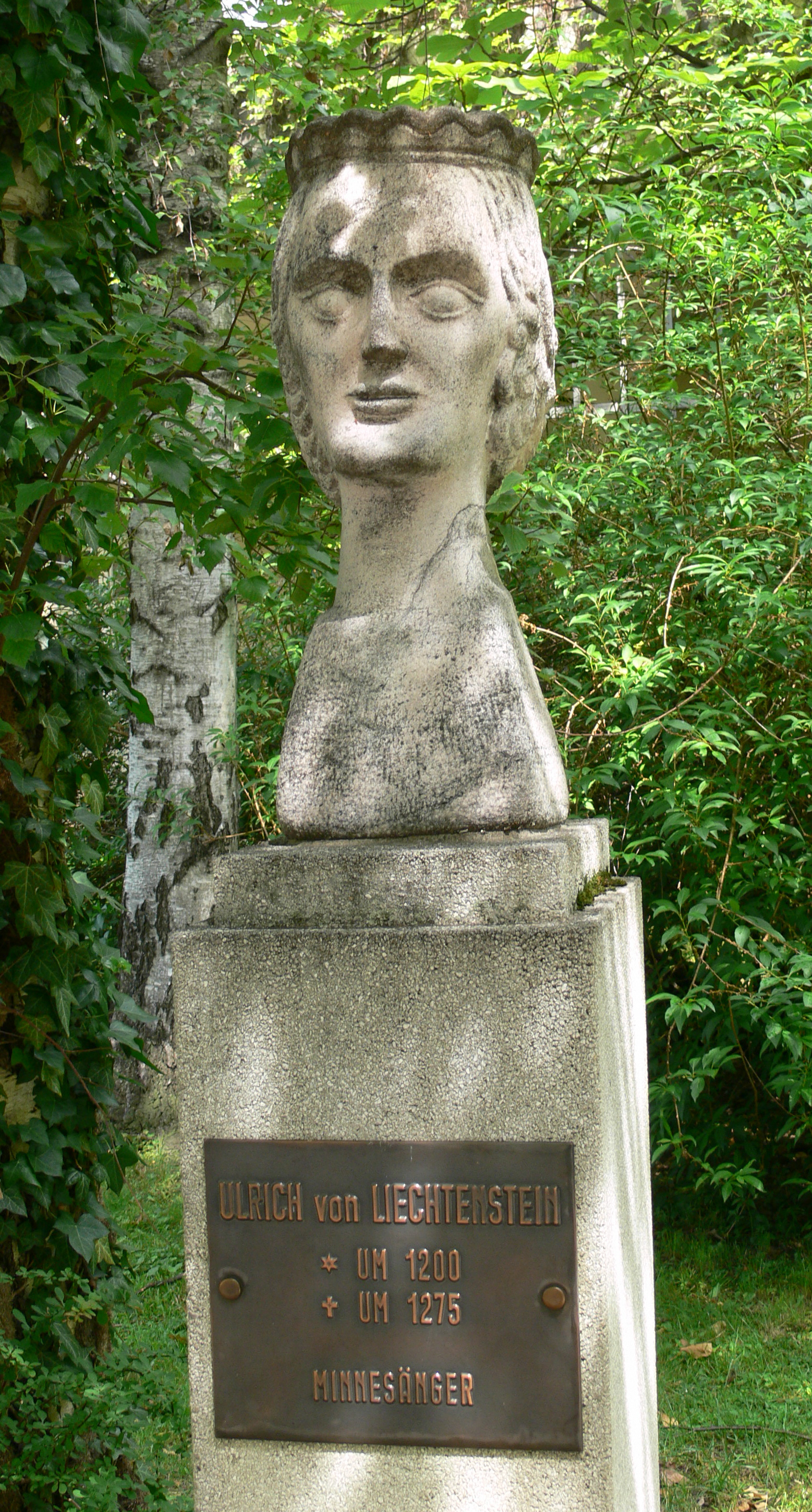
Büste von Bildhauer Alfred Schlosser in der Grazer Burg

Ulrich von Liechtenstein (auch: Ulrich von Lichtenstein; * um 1200; † 26. Januar 1275) war ein Minnesänger und Dichter des Mittelalters, der in mittelhochdeutscher Sprache dichtete.

## Leben
Ulrich von Liechtenstein gehörte einem in der Steiermark begüterten und einflussreichen Ministerialengeschlecht an, das sich nach seinem Stammsitz (47° 10′ 0,64″ N, 14° 40′ 32,16″ O) Liechtenstein südöstlich von Judenburg, heute eine Ruine, nannte, jedoch nicht mit den österreichischen Liechtensteinern stammesverwandt war.
Er bekleidete einige bedeutende politische Ämter: In den Jahren 1244/1245 war er Truchsess der Steiermark, von 1267 bis 1272 Marschall; im Jahr 1272 zudem Landrichter. Aus den Jahren 1227 bis 1274 sind 95 Urkunden erhalten, in denen sein Name erwähnt wird; acht dieser Urkunden hat Ulrich selbst ausgestellt.
Die Frauenburg (heute Burgruine) soll sein Lieblingssitz gewesen sein. Sie befindet sich oberhalb des Ortes Frauenburg in der Gemeinde Unzmarkt-Frauenburg im Murtal in der westlichen Obersteiermark. Auf der Frauenburg soll er auch bestattet worden sein.

## Genealogie
Vorfahren und Nachkommen Ulrichs:
Aribo II. († 1102)
- Hartnid von der Traisen, Hochfreier
  - Hartwig von Reidling († 1136, urk. bis 1147?), ⚭ NNw, Tochter von Dietmar von Dornberg und Lungau (1100–1130)
    - Dietmar I. (1126–1140 von Reidling, 1140–1145 von Liechtenstein), vor 1140 Bau Feste Liechtenstein bei Judenburg (damit Abstieg in landesfürstliche Ministerialität verbunden)
      - Dietmar II.
        - Dietmar III. (1164–1218), ⚭ Kunegunde (1140–1217)
          - Ulrich (I. von Liechtenstein, auch von Frauenburg, urk. 1227–1274), Minnesänger, Erbauer der Frauenburg, ⚭ Perchta von Weißenstein
            - Ulrich II. (1250–1285), ⚭ Kunigunde von Goldegg
            - Otto II. (1252–1311), 1. ⚭ Agnes von Wildon, 2. ⚭ Diemut von Liechtenstein-Nikolsburg († nach 1265), 3. ⚭ Adelheid von Pottendorf
            - Diemut (1250), ⚭ Wulfing von Trennstein
            - Perchta (1260), ⚭ Herrand von Wildon, Dichter

          - Otto, Pfarrer von Graz
          - Dietmar IV. von Offenburg, ⚭ Gertrud von Wildon
          - Hedwig, ⚭ Dietmar von Steyr
          - NNw, ⚭ Heinrich von Wasserburg, österr. Kämmerer

## Werke
Die Minnelyrik Ulrichs wurde im 14. Jahrhundert in die große Sammlung des Codex Manesse aufgenommen. Vorher schon hatte er selbst seine 58 doene in einer Minnesänger-Lebensbeschreibung, dem sogenannten Frauendienst, gesammelt. Er erzählt darin in Ich-Form sein Leben als die Geschichte eines um Minne werbenden Ritters. Der Grad der Stilisierung dieser Lebensgeschichte nach literarischen Mustern ist schwer abzuschätzen. Die andersartige Selbstauffassung des Individuums im Mittelalter verbietet es jedenfalls, den Frauendienst mit den modernen Begriffen „Fiktion“ oder „Autobiographie“ zu belegen. Wenn hier ein teils komisches Licht auf das Minnewerben fällt (drastische Erniedrigungen des Minnewerbers als Zeichen bedingungsloser Hingabe), so vertritt Ulrich in seinem Frauenbuch eine ernsthafte, belehrende Intention.
- Frauendienst (Vrowen dienst). 1255 (Auszug Süeze doene Audio)[3]
- Frauenbuch (Der vrouwen puoch). 1257 (eLibrary Austria eLib Volltext)
- Sumervar ist nu gar (KLD 58.XXIX)
- Disiu liet heizent frouwen tanz (KLD 58.XLVI)
- Wunneclîchen hôhe mîn gemüete (KLD 58.XLIII)

Die Lyrik Ulrichs gilt als konventionell, artistisch und vom hohen Minnesang um 1200, besonders von Walther von der Vogelweide, abhängig. Die minnetheoretischen und erzählenden Schriften zeichnen sich im Gegensatz dazu durch avancierte erzähltechnische Mittel aus (Ich-Erzählung im Frauendienst, gerahmter Dialog im Frauenbuch), wenn auch Ulrich nicht zu den großen Erzählern des deutschen Mittelalters gerechnet werden kann. Zudem wird er als formal gewandter Nacheiferer von Reinmar von Zweter gesehen.

## Ehrungen
Benennung der Ulrich-Lichtenstein-Gasse (am Südende der Conrad-von-Hötzendorf-Straße) in Graz.

### Textausgaben und Übertragungen ins Neuhochdeutsche
- Frauendienst. Neuhochdeutsch von Ludwig Tieck. Tübingen 1812.
- Frauendienst. Übertragen von Franz Viktor Spechtler. Kümmerle, Göppingen 1987 (= Göppinger Arbeiten zur Germanistik. Band 485), ISBN 3-87452-721-2; 2. Auflage: Wieser, Klagenfurt 2000, ISBN 3-85129-309-6.
- Frauenbuch. Hrsg. von Franz Viktor Spechtler. Kümmerle, Göppingen 1990 (= Göppinger Arbeiten zur Germanistik. Band 520), ISBN 3-87452-760-3.
- Ursula Peters (Hrsg.): Frauendienst (Jugendgeschichte). In Abbildungen aus dem Münchner Cod. germ. 44 und der Großen Heidelberger Liederhandschrift. (= Litterae; Nr. 17), Göppingen 1973, ISBN 3-87452-147-8.
- Digitale Gesamtausgabe der Lyrik: Ulrich von Liechtenstein in Lyrik des Deutschen Mittelalters (LDM)

### Sekundärliteratur
- Christiane Ackermann: Im Spannungsfeld von Ich und Körper. Subjektivität im “Parzival” Wolframs von Eschenbach und im „Frauendienst“ Ulrichs von Liechtenstein (= Ordo. Band 12). Bölau, Köln u. a. 2009.
- Heinz Gerstinger: Frau Venus reitet … – Die phantastische Geschichte des Ulrich von Lichtenstein. 1995.
- Wolfgang Kauer: Frau Perchta und die Schnabelkanne, Ikonografischer Roman. Edition Innsalz, Ranshofen 2013 (= Band 2 der Schnabelkannen-Romantrilogie), ISBN 978-3-902616-85-2.
- Wolfgang Kauer: Frau Venus auf Wanderschaft. Ikonografischer Roman über einen Poolbetreuer auf den Spuren von Ulrichs Venusfahrt im „Frauendienst“. [Hommage an Ulrich von Liechtenstein] Edition Innsalz, Ranshofen 2015 (= Band 3 der Schnabelkannen Romantrilogie), ISBN 978-3-902981-52-3.
- Wolfgang Kauer: Felsbilder der Alpen. Motive im internationalen Vergleich. Verlag A. Pustet, Salzburg 2019, ISBN 978-3-7025-0932-3.
- Wolfgang Kauer: Wohin Seelen reisen. Inspirative Jenseits-Modelle weltweit und in Petroglyphen. Verlag Bibliothek der Provinz, Weitra 2024, ISBN 978-3-9912-6240-4.
- Judith Klinger: Ich: Körper: Schrift. Potentiale und Grenzen der Kommunikation in Ulrichs von Liechtenstein „Frauendienst“. In: Horst Wenzel (Hrsg.): Gespräche – Boten – Briefe. Körpergedächtnis und Schriftgedächtnis im Mittelalter. München 1997, S. 106–126.
- Jan-Dirk Müller: Ulrich von Liechtenstein. In: Verfasserlexikon. Band 9, 1995, Sp. 1274–1282.
- Sandra Linden, Christopher Young (Hrsg.): Ulrich von Lichtenstein. Leben – Zeit – Werk – Forschung. De Gruyter, Berlin / New York 2010.
- Ursula Peters: Frauendienst. Untersuchungen zu Ulrich von Lichtenstein und zum Wirklichkeitsgehalt der Minnedichtung (= Göppinger Arbeiten zur Germanistik. Band 46). Göppingen 1971.
- Michael Pieper: Die Funktionen der Kommentierung im „Frauendienst“ Ulrichs von Liechtenstein (= Göppinger Arbeiten zur Germanistik. Band 351). Lauterburg 1982, ISBN 3-87452-564-3.
- Hermann Reichert: Rosensiegel Ulrichs von Lichtenstein. In: Jahrbuch des Vereins für Landeskunde von Niederösterreich. Band 46/47, 1980/1981, S. 425–440 und Bildanhang.
- Hermann Reichert: Vorbilder für Ulrichs von Lichtenstein Friesacher Turnier. In: Carinthia. Band I, 173, 1983, S. 171–192.
- Klaus M. Schmidt (Bearb.): Begriffsglossare und Indices zu Ulrich von Lichtenstein (= Indices zur deutschen Literatur. Band 14/15). München 1980, ISBN 3-601-00409-7.
- Jörg Schwaiger: Die Lebensspuren Ulrichs von Liechtenstein. Dokumentarische Studie zur Mythisierung eines mittelalterlichen Autors zwischen Selbstinszenierung, literarischer Rezeption und außerliterarischer Nachwirkung (= Mediävistik zwischen Forschung, Lehre und Öffentlichkeit. Band 14). Peter Lang Verlag, Bern 2020, ISBN 978-3-631-80828-3.
- Franz Viktor Spechtler, Barbara Maier (Hrsg.): Ich – Ulrich von Liechtenstein. Literatur und Politik im Mittelalter. Akten der Akademie Friesach „Stadt und Kultur im Mittelalter“ 1996 (= Schriftenreihe der Akademie Friesach. Band 5). Wieser, Klagenfurt 1999, ISBN 3-85129-266-9.
- Franz Viktor Spechtler: Liechtenstein, Ulrich von. In: Neue Deutsche Biographie (NDB). Band 14, Duncker & Humblot, Berlin 1985, ISBN 3-428-00195-8, S. 522 f. (Digitalisat).
- Bernd Thum: Ulrich von Lichtenstein. Höfische Ethik und soziale Wirklichkeit. Heidelberg 1968.
- Anton Schönbach: Liechtenstein, Ulrich von. In: Allgemeine Deutsche Biographie (ADB). Band 18, Duncker & Humblot, Leipzig 1883, S. 620–623.
- Ulrich von Liechtenstein im Wien Geschichte Wiki der Stadt Wien
- Constantin von Wurzbach: Liechtenstein, Ulrich von. In: Biographisches Lexikon des Kaiserthums Oesterreich. 15. Theil. Kaiserlich-königliche Hof- und Staatsdruckerei, Wien 1866, S. 135 f. (Digitalisat).